# Stynkokształtne
Stynkokształtne (Osmeriformes) – rząd ryb promieniopłetwych (Actinopterygii) z grupy przedkolcopłetwych, obejmujący gatunki anadromiczne, tzn. spędzające większość życia w morzu, a na tarło wpływające do wód słodkich. W zapisie kopalnym znane są z pokładów paleogenu.

## Systematyka
Klasyfikacja rzędu nie została jednoznacznie ustalona. W zależności od autora zalicza się do niego od 3  do 11 rodzin.
Joseph S. Nelson  wyróżnia 3 rodziny zgrupowane w dwóch nadrodzinach:
Osmeroidea:
- Osmeridae – stynkowate (w tym łapszowate)

Galaxioidea:
- Retropinnidae – rakietniczkowate
- Galaxiidae – galaksowate

Pozostałe rodziny Nelson zaliczył do srebrzykokształtnych (Argentiniformes). W innych klasyfikacjach zaliczane są w randze podrzędu argentynowców (Argentinoidei) do stynkokształtnych.